# Гарсия Фернандес, Луис
Луи́с Гарси́я Ферна́ндес (исп. Luis García Fernández; род. 6 февраля 1981, Овьедо) — испанский футболист, нападающий; тренер. Выступал за сборную Испании.

## Клубная карьера

### «Реал Мадрид» / Ранние годы
Проведя 4 года в молодёжной команде мадридского «Реала», Гарсия начал свою профессиональную карьеру в третьей команде «сливочных» «Реал Мадрид C», а в 2001 году перешёл в «Кастилью».
В 2003 году Луис перешёл в «Мурсию», где 31 августа дебютировал в Ла Лиге против «Сельты», забив пенальти. В первом сезоне в «Реал Мурсии» забил 11 голов, сыграв во всех 38 матчах. 16 мая 2004 года сделал дубль в победном матче (2:1) против своего бывшего клуба.

### «Эспаньол»
В следующем сезоне Гарсия перешёл в «Мальорку», которая едва избежала вылета, заняв спасительное 17-е место. В следующее межсезонье он снова сменил клуб, подписав пятилетний контракт с «Эспаньолом». В первом сезоне за барселонский клуб Луис провёл 49 матчей и забил 14 голов и помог клубу выиграть Кубок Испании, в финале обыграв «Сарагосу» со счётом 4:1. В конце сезона он продлил контракт до 2012 года.
Гарсия образовал наступательный дуэт с католонским воспитанником Раулем Тамудо (с 2005 по 2008 год на двоих забили 67 голов), в сезоне 2006/07 вместе с клубом дошёл до финала Кубка УЕФА 2007, забил пенальти, но всё же клуб проиграл «Севилье».
В следующие три сезона Луис был лидером «Эспаньола», сыграв не менее 36 матчей за сезон и забивая в среднем по 7 голов (13 голов в сезоне 2007/08). После перехода Пабло Освальдо в январе 2010 года он играл исключительно на позиции вингера.

### «Сарагоса»
31 августа 2011 года, в последний день открытия трансферного окна, 30-летний Луис Гарсия подписал трёхлетний контракт с «Сарагосой». 18 сентября он сделал дубль в матче против своего бывшего клуба, а также не забил пенальти в домашнем победном матче (2:1).

## Международная карьера
После хорошей игры в сезоне 2006/07 в составе «Эспаньола» Гарсия получил приглашение от Луиса Арагонеса в национальную сборную Испании и дебютировал в матче отборочного турнира к Евро 2008 в Риге против сборной Латвии.

## Достижения
- Обладатель Кубка Испании: 2005/06
- Финалист Кубка УЕФА: 2006/07